# Magnetna susceptibilnost
Magnetna susceptibilnost (oznaka χm) je fizička veličina kojom se opisuje svojstvo materije da može da bude magnetizovana u magnetnom polju. Ona iznosi:
{\displaystyle \chi _{m}=\mu _{r}-1\,}
gde je: μr - relativna magnetna permeabilnost materije; pozitivna je za feromagnetične i paramagnetične materije, a negativna za dijamagnetične materije. Merna jedinica magnetske susceptibilnosti je broj jedan.

## Magnetna permeabilnost
Magnetna permeabilnost je elektromagnetna osobina materijala koja pokazuje intenzitet magnetizacije tela kada su ona izložena vanjskim magnetnom polju. Magnetska permeabilnost se označava grčkim slovom mi (μ). Pojam magnetska permeabilnost osmislio je Oliver Hevisajd 1885. U sistemskim jedinicama SI, permeabilnost se izražava u Henrijima po metru (H/m), ili u Njutnima po Amperu na kvadrat (N/A2) ili Volt · sekunda na Amper · metar {Vs/Am}.
Magnetna permeabilnost vakuuma ili univerzalna magnetna konstanta (znak {\displaystyle \mu _{0}}) je prirodna konstanta magnetske permeabilnosti za vakuum, koja iznosi: {\displaystyle \mu _{0}}= 4π · 10–7 H/m ili {\displaystyle \mu _{0}} = 12.566370614 · 10–7 N/A². Jednaka je recipročnoj vrednosti umnoška dielektrične permitivnosti vakuuma ε0 i kvadrata brzine svetlosti c u vakuumu: μ0 = 1/(ε0c2).
Dielektrična permitivnost vakuuma, permitivnost vakuuma, dielektričnost vakuuma ili dielektrična konstanta vakuuma (oznaka ε0) je prirodna konstanta koja je jednaka recipročnoj vrednosti umnoška magnetske permeabilnosti vakuuma μ0 i kvadrata brzine svetlosti c u vakuumu: ε0 = 1/(μ0c2) = 8.854187817 · 10–12 F/m.

### Relativna magnetska permeabilnost
Relativna magnetna permeabilnost (oznaka μr)) je fizička veličina koja opisuje magnetnu propusnost materije u odnosu na magnetsku permeabilnost vakuuma; količnik je magnetske permeabilnosti μ i magnetske permeabilnosti vakuuma μ0, to jest:
{\displaystyle \mu _{r}={\frac {\mu }{\mu _{0}}}}
Merna je jedinica relativne magnetne permeabilnosti broj jedan (1).
Relativna magnetna permeabilnost dijamagnetičnih materija nešto je manja od 1, na primer relativana je magnetska permeabilnost vode 0,999991, srebra 0,9999975, bakra 0,999994. Relativna magnetska permeabilnost paramagnetičnih materija nešto je veća od 1, na primer platine 1,000265, aluminijuma 1,0000082, vazduha 1,00000037, a relativna magnetska permeabilnost feromagnetičnih materija značajno je veća od 1, na primer relativna je magnetska permeabilnost čistog gvožđa 5 000, a mi-metala (legura od 77% nikla, 16% gvožđa, 5% bakra, 2% hroma ili molibdena) 50 000 do 80 000.

### Vrednosti za neke materijale
| Materijal                                   | Susceptibilnost χm (volumetrijski SI) | Permeabilnost μ [H/m]     | Relativna permeabilnost μ/μ0 | Magnetno polje | Frekvencija (maks.) |
| ------------------------------------------- | ------------------------------------- | ------------------------- | ---------------------------- | -------------- | ------------------- |
| Metglas                                     |                                       | 1,26 · 100                | 1 000 000                    | kod 0,5 T      | 100 kHz             |
| Gvožđe (99,95% čisto Fe normalizovano u H)  |                                       | 2,5 · 10-1                | 200 000                      |                |                     |
| Nanoperm                                    |                                       | 1,0 · 10-1                | 80 000                       | kod 0,5 T      | 10 kHz              |
| Mu-metal                                    |                                       | 2,5 · 10-2                | 20 000                       | kod 0,002 T    |                     |
| Mu-metal                                    |                                       | 6,3 · 10-2                | 50 000                       |                |                     |
| Kobalt-gvožđe (trake visoke permeabilnosti) |                                       | 2,3 · 10-2                | 18 000                       |                |                     |
| Permalloy                                   | 8 000                                 | 1,0 · 10-2                | 8 000                        | kod 0,002 T    |                     |
| Gvožđe (99,8% čisto)                        |                                       | 6,3 · 10-3                | 5 000                        |                |                     |
| Električarski čelik                         |                                       | 5,0 · 10-3                | 4 000                        | kod 0,002 T    |                     |
| Feritični nerđajući čelik (normalizovan)    |                                       | 1,26 · 10-3 - 2,26 · 10-3 | 1 000 – 1 800                |                |                     |
| Martenzitni nerđajući čelik (normalizovan)  |                                       | 9,42 · 10-4 - 1,19 · 10-3 | 750 – 950                    |                |                     |
| Ferit (manganski cink)                      |                                       | > 8,0 · 10-4              | 640 (ili više)               |                | 100 kHz ~ 1 MHz     |
| Ferit (niklov cink)                         |                                       | 2,0 · 10-5 - 8,0 · 10-4   | 16 – 640                     |                | 100 kHz ~ 1 MHz     |
| Ugljeni čelik                               |                                       | 1,26 · 10-4               | 100                          | kod 0,002 T    |                     |
| Nikal                                       |                                       | 1,26 · 10-4 - 7,54 · 10-4 | 100 – 600                    | kod 0,002 T    |                     |
| Martenzitni nerđajući čelik (kaljen)        |                                       | 5,0 · 10-5 - 1,2 · 10-4   | 40 – 95                      |                |                     |
| Austenitni nerđajući čelik                  |                                       | 1,26 · 10-6 - 8,8 · 10-6  | 1,003–7                      |                |                     |
| Neodijumov magnet                           |                                       | 1,32 · 10-6               | 1,05                         |                |                     |
| Platina                                     |                                       | 1,25697 · 10-6            | 1,000265                     |                |                     |
| Aluminijum                                  | 2,22 · 10-5                           | 1,256665 · 10-6           | 1,000022                     |                |                     |
| Drvo                                        |                                       | 1,25663760 · 10-6         | 1,00000043                   |                |                     |
| Vazduh                                      |                                       | 1,25663753 · 10-6         | 1,00000037                   |                |                     |
| Beton (suvi)                                |                                       |                           | 1                            |                |                     |
| Vakuum                                      | 0                                     | 4π × 10−7 (μ0)            | 1 (točno, po definiciji)     |                |                     |
| Vodonik                                     | -2,2 · 10-9                           | 1,2566371 · 10-6          | 1.0000000                    |                |                     |
| Teflon                                      |                                       | 1,2567 · 10-6             | 1,0000                       |                |                     |
| Safir                                       | -2,1 · 10-7                           | 1,2566368 · 10-6          | 0,99999976                   |                |                     |
| Bakar                                       | -6,4 · 10-6 ili -9,2 · 10-6           | 1,256629 · 10-6           | 0,999994                     |                |                     |
| Voda                                        | -8,0 · 10-6                           | 1,256627 · 10-6           | 0,999992                     |                |                     |
| Bizmut                                      | -1,66 · 10-4                          | 1,25643 · 10-6            | 0,999834                     |                |                     |
| Superprovodnik                              | −1                                    | 0                         | 0                            |                |                     |

## Spoljašnje veze
- Linear Response Functions  in Eva Pavarini, Erik Koch, Dieter Vollhardt, and Alexander Lichtenstein (eds.): DMFT at 25: Infinite Dimensions, Verlag des Forschungszentrum Jülich, 2014.  978-3-89336-953-9.